# Louresse-Rochemenier

Louresse-Rochemenier este o comună în departamentul Maine-et-Loire, Franța. În 2009 avea o populație de 852 de locuitori.